# زينيدا غريسيانيي
زينيدا غريسيانيي (بالمولدوفية: Zinaida Greceanîi) (ولدت في 7 فبراير 1956 - ) سياسية مولدوفية. وهي حاليا رئيسة برلمان مولدوفا منذ 8 يونيو 2019. كانت سابقًا رئيسًا لوزراء لمولدوفا من 31 مارس 2008 إلى 14 سبتمبر 2009. هي زعيمة الحزب الاشتراكي في جمهورية مولدوفا (PSRM) وكانت في السابق عضوًا في الحزب الشيوعي في جمهورية مولدوفا (PCRM). كانت أول رئيسة وزراء في مولدوفا، وثاني رئيسة حكومة شيوعية في أوروبا، بعد رئيسة الوزراء ميلكا بلانينك في يوغوسلافيا.